# Ciron, Indre

Ciron este o comună în departamentul Indre, Franța. În 1 ianuarie 2022 avea o populație de 523 de locuitori.